# Pedro Aicart
Pedro Aicart-Iniesta (Chulumani, Bolivia 21 de febrero de 1952 - Trujillo, 28 de julio de 2013) fue un futbolista peruano nacido en Bolivia. Se desempeñaba en la posición de delantero.

## Biografía
Pedro Aicart nació en Chulumani, Bolivia, en 1952. Fue el segundo hijo de Pedro Aicart y Josefa Iniesta (el primer hijo, José, nació en España). La familia Aicart-Iniesta había salido de España por la guerra civil española de 1936, llegando primero a Bolivia, luego a Argentina y finalmente al Perú. Falleció el 28 de julio de 2013, en la ciudad de Trujillo, al norte del Perú.

## Trayectoria
Pedro Aicart se inició en Universitario de Deportes dirigido por Roberto Scarone, en 1972, año en el que obtuvo el subcampeonato de la Copa Libertadores. Formó parte de la reserva y debido a que los titulares se encontraban de gira con la selección peruana tuvo la oportunidad de jugar, gracias al director técnico Roberto Reynoso que reemplazó a Roberto Scarone (también de gira). En su debut, la «U» venció con un equipo alterno al Nacional de Uruguay por 3-0 en Lima. Ese día, Aicart entró en el segundo tiempo y conjuntamente con Fernando Alva hicieron diabluras en el campo y descontrolaron a la defensa rival.
Posteriormente jugó los partidos de visitante, empatando 3-3 con Nacional y venciendo 2-1 a Peñarol, en Montevideo. El 22 de noviembre de 1973 viajó a Barcelona para incorporarse al equipo azulgrana, saliendo campeón con este equipo que no ganaba la Liga por 13 años, época en la que llegó otro destacado futbolista peruano Hugo Sotil. En abril de 1974 fue cedido al Hércules de Alicante, procedente del Barça, Aicart fue el autor del gol que dio el triunfo al Hércules en El Sadar contra el Osasuna y que supuso el ascenso a primera división del club alicantino en 1974.
Después fue transferido al Málaga las temporadas 1975-76 y 1976-77, periodo en el cual hizo un curso de entrenador en Sevilla, trabajando también como director técnico de menores. En 1980 regresó al Perú y se incorpora al Juan Aurich, contribuyendo a evitar el descenso del equipo que se encontraba último en la tabla y terminó sexto. Al año siguiente volvió a Universitario de Deportes, finalizando su carrera profesional en 1982. Se dedicó a la dirección técnica, trabajando en la Academia Deportiva Cantolao y en diferentes equipos escolares como el Markham, inclusive en el Callao (donde tenía una cebichería) formó un equipo denominado Cedro con muchachos que andaban por malos caminos, logrando jugar en la Liga del Callao.

## Clubes
| Club                      | País   | Año         |
| ------------------------- | ------ | ----------- |
| Universitario de Deportes | Perú   | 1971 - 1973 |
| F. C. Barcelona           | España | 1973 - 1974 |
| Hércules C. F.            | España | 1974        |
| Barcelona Atlètic         | España | 1974 - 1975 |
| C. D. Málaga              | España | 1975 - 1979 |
| Juan Aurich               | Perú   | 1980        |
| Universitario de Deportes | Perú   | 1981 - 1982 |

## Palmarés

### Campeonatos nacionales
| Título                    | Club                      | País   | Año     |
| ------------------------- | ------------------------- | ------ | ------- |
| Primera División del Perú | Universitario de Deportes | Perú   | 1971    |
| Liga Española             | F. C. Barcelona           | España | 1973-74 |
| Primera División del Perú | Universitario de Deportes | Perú   | 1982    |